# Ondřej Vetchý
Ondřej Vetchý (nacido el 16 de mayo de 1962) es un actor checo.
Es uno de los actores checos más activos y exitosos de su generación. Actualmente trabaja en The Drama Club (DC) en Praga.

## Actuaciones notables
- 2005 – Katurian en El hombre almohada, DC
- 2004 – Carluccio en The Businessman from Smyrna de Carlo Goldoni, DC
- 2002 – El Conde Paolo Grazia en Mask and The Face de Luigi Chiarelli, DC
- 2000 – Samson Martin - Kennedy Phillips en Wild Spring de Arnold Wesker, Divadlo Ungelt
- 1999 – Vincent van Gogh en Vincent de Gordon Smith, Divadlo Ungelt

## Filmografía seleccionada
- 2022 – Medieval
- 2020 – Betrayer
- 2019 – Ženy v běhu
- 2018 – My Uncle Archimedes
- 2017 – Barefoot
- 2016 - Bohumil Šťastný en Bezva ženská na krku
- 2014 – František Vedral en Příběh kmotra
- 2013 – Elli en Colette
- 2012 – Jirka Luňák en Sunday League – Pepik Hnatek's Final Match
- 2011 – Tomáš en Innocence
- 2010 – Jirka Luňák aka Jiřina en Okresní přebor
- 2009 – en Broken Promise
- 2009 – Jan Pavel en An Earthly Paradise for the Eyes
- 2001 – František Sláma en Dark Blue World
- 1997 – Kvido's Father en Those Wonderful Years That Sucked
- 1996 – Brož en Kolya
- 1995 – Bajnyš Zisovič en Valley of Exile
- 1993 – Karabec en Konec básníků v Čechách
- 1991 – Arnošt en The Territory of White Deer
- 1988 – Dan en Dům pro dva
- 1988 – Karabec en Jak básníkům chutná život
- 1985 – Karabec en Jak básníci přicházejí o iluze
- 1985 – Janek en Give the Devil his Due